# Тапакуло чорний
Тапакуло чорний (Scytalopus latrans) — вид горобцеподібних птахів родини галітових (Rhinocryptidae).

## Поширення
Вид поширений на схилах Анд в Перу, Еквадорі, Колумбії та на заході Венесуели. Мешкає в підліску вологого гірського лісу на висоті від 1500 до 4000 м над рівнем моря.

## Опис
Його довжина становить від 12 до 13 см. Оперення самця однорідне чорнувате; самиці — попелясто-сіре з коричневими смугами на боках.

## Спосіб життя
Харчується дрібними членистоногими і насінням. Шукає їжу на висоті до метра над землею серед густої рослинності, невпинно рухаючись. Гніздо кулястої форми, будується з гілок і корінців і розміщене в норі на крутому березі або ярах. Самиця відкладає два яйця.

## Підвиди
- Scytalopus latrans latrans Hellmayr, 1924 — Анди від Колумбії до західної Венесуели, східного Еквадору та північного Перу.
- Scytalopus latrans subcinereus J.T. Zimmer, 1939 — тихоокеанський схил від південно-західного Еквадору до північного заходу Перу.